# لیبرال (کانزاس)
لیبرال (به انگلیسی: Liberal) شهری در ایالت کانزاس کشور ایالات متحده آمریکا است که جمعیت آن در سرشماری سال ۲۰۱۰ میلادی، ۲۰٬۵۲۵ نفر بوده‌است.

## نگارخانه

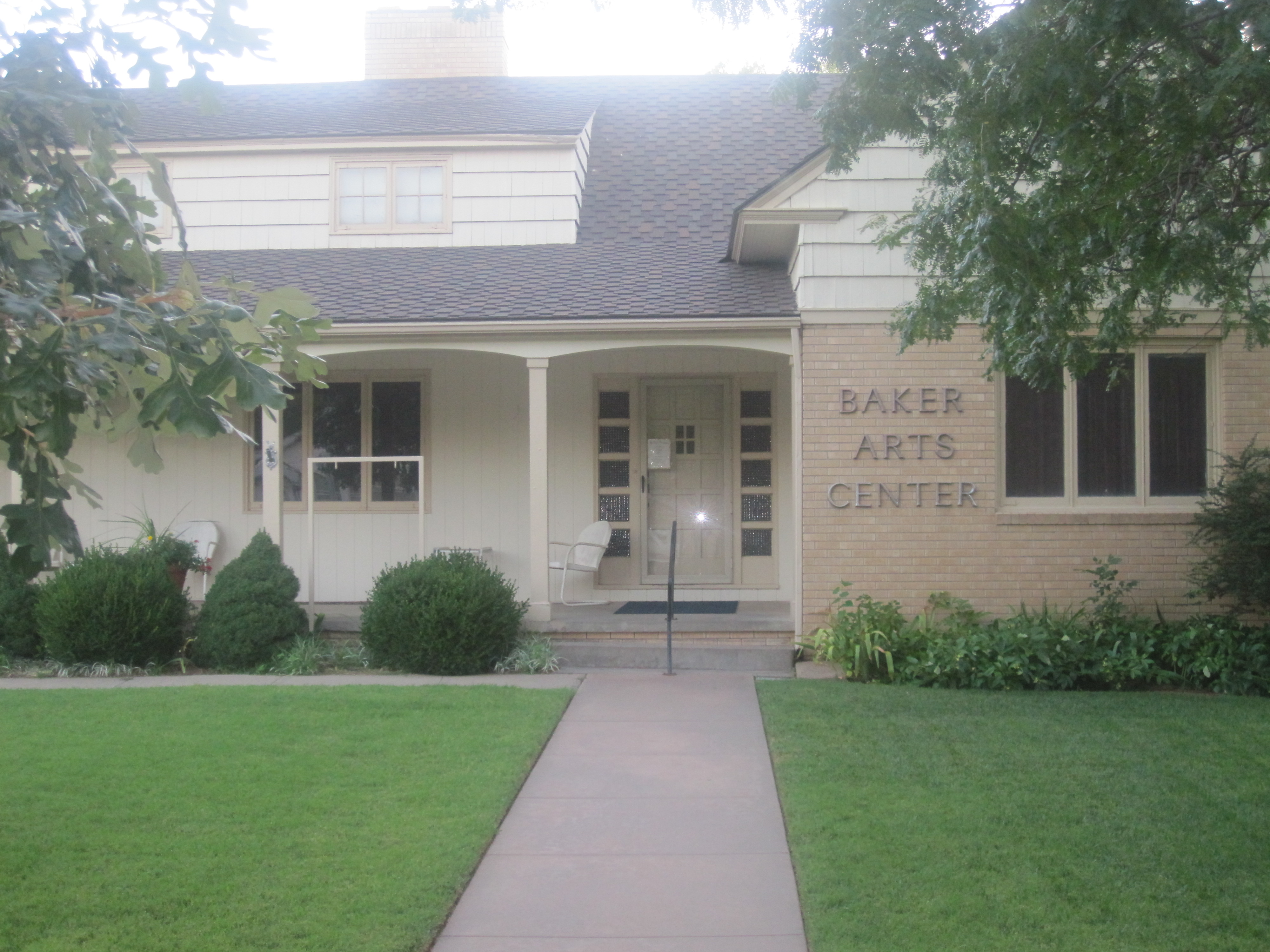
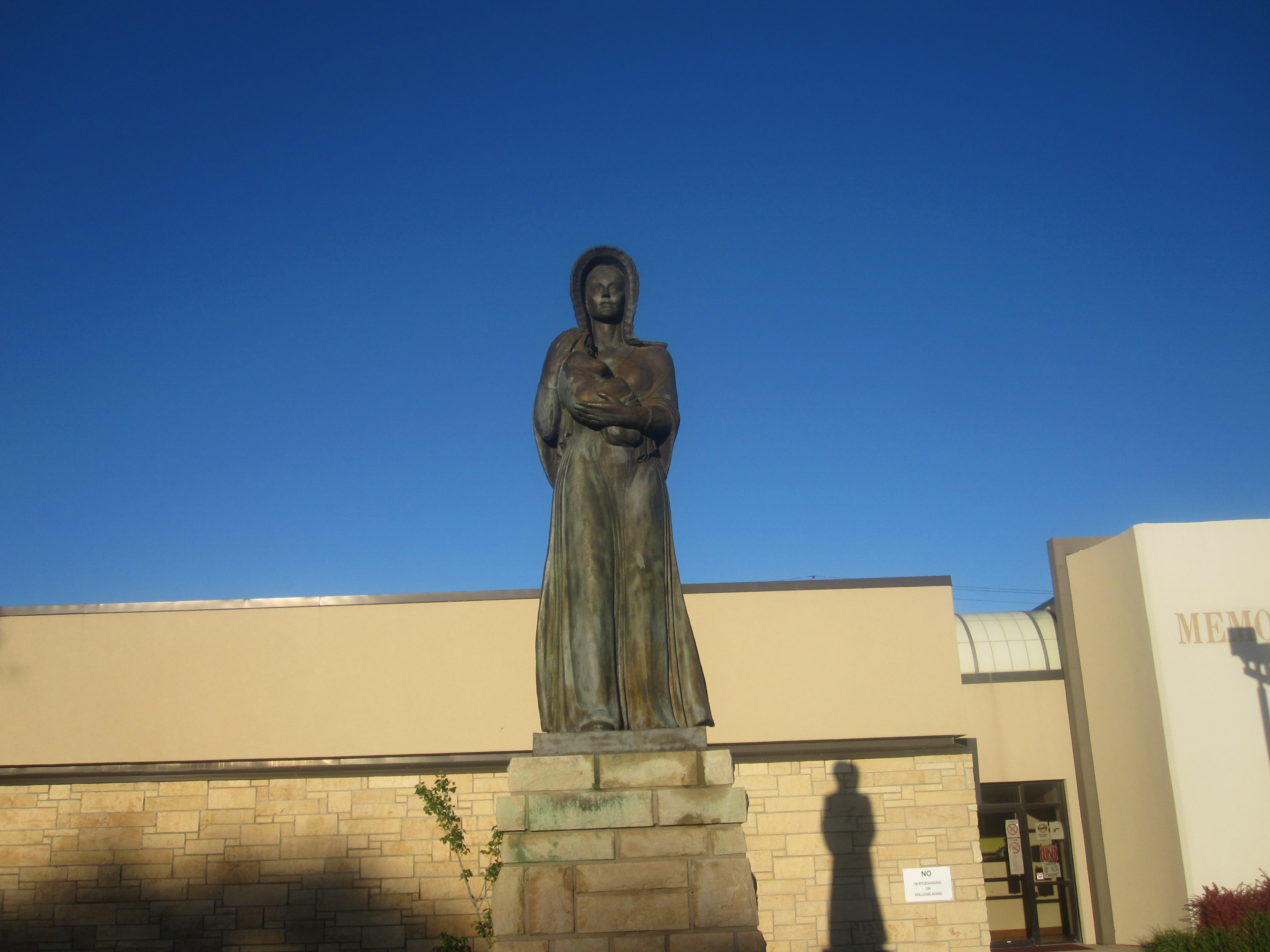
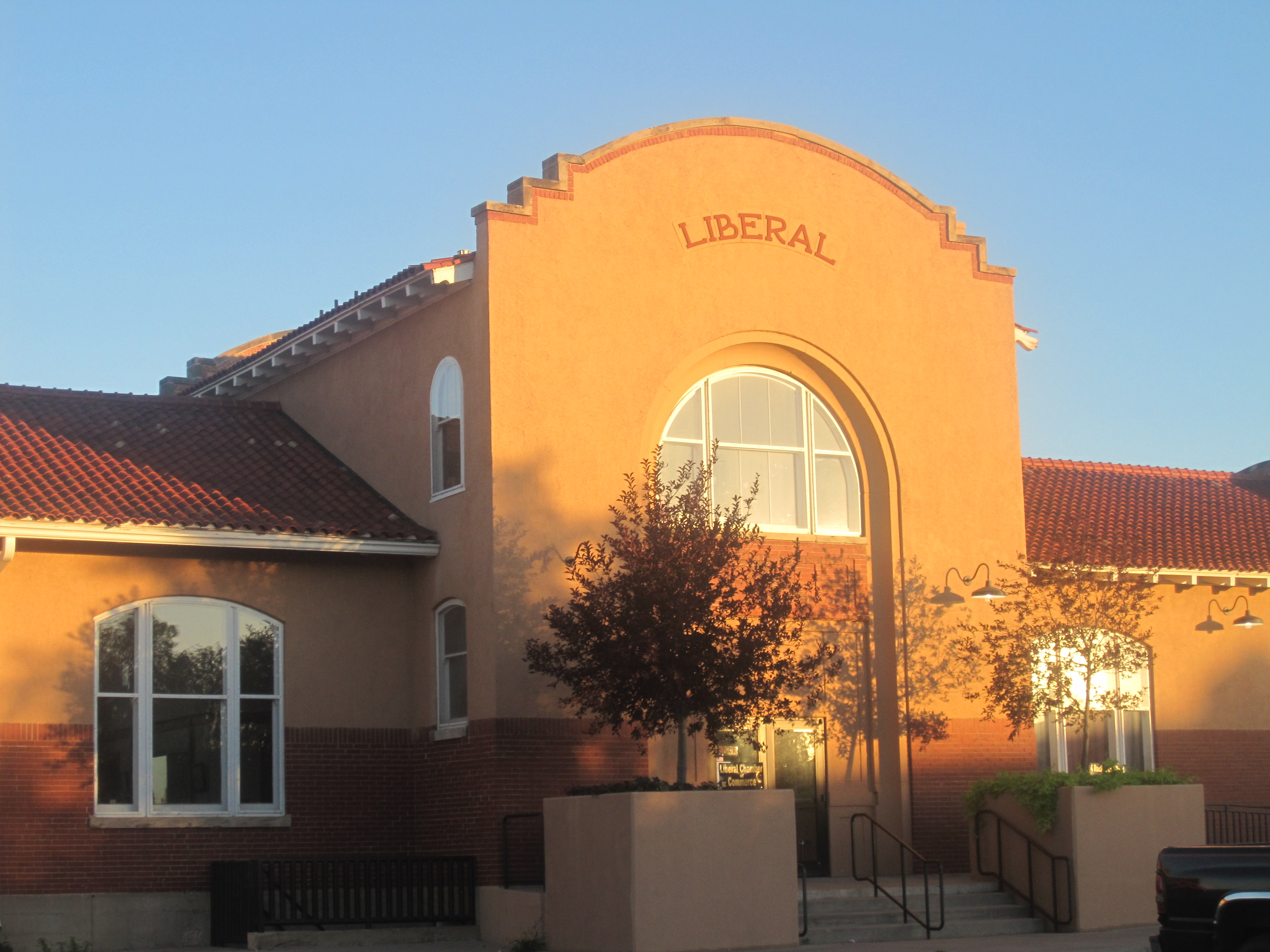
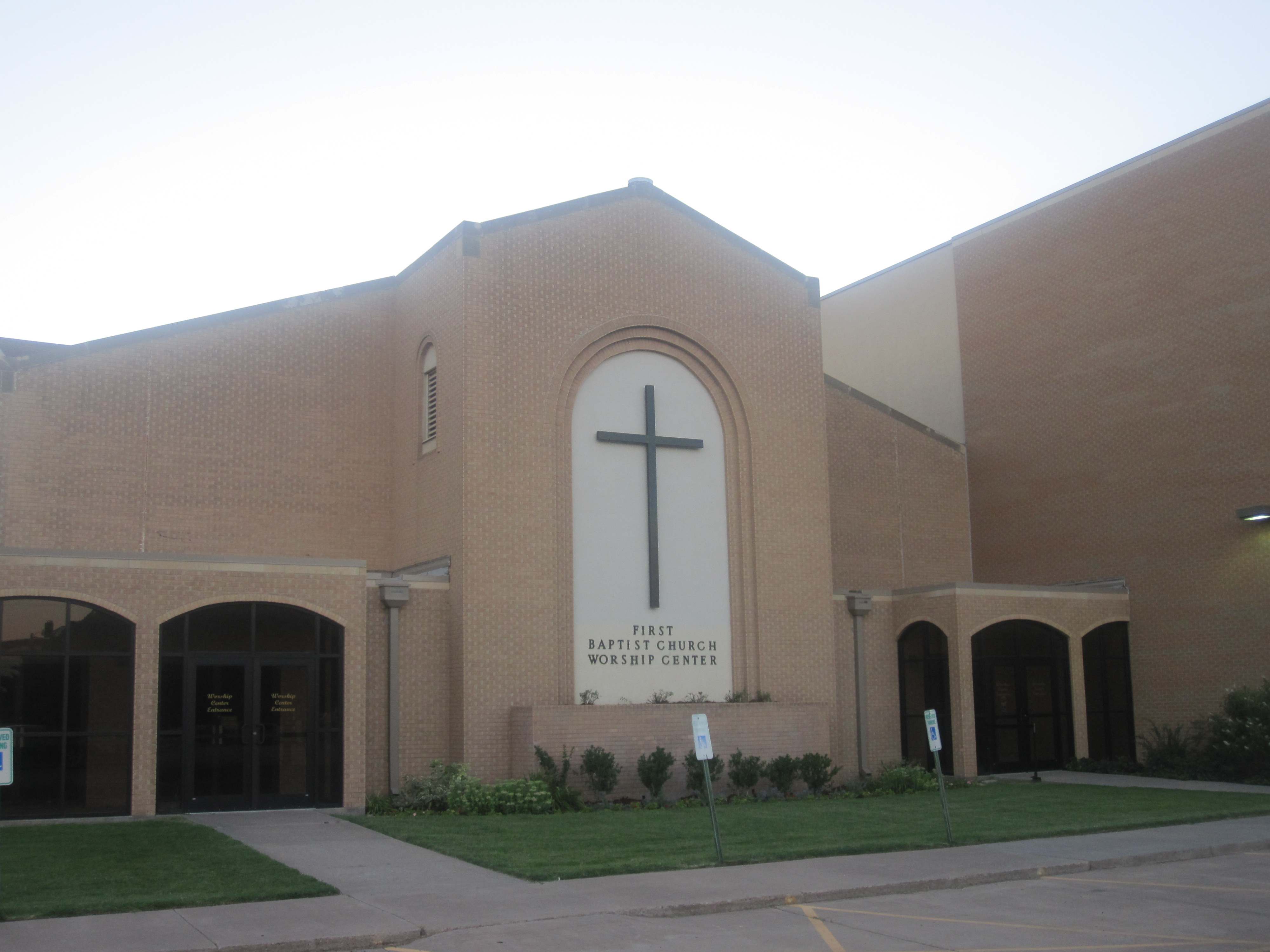
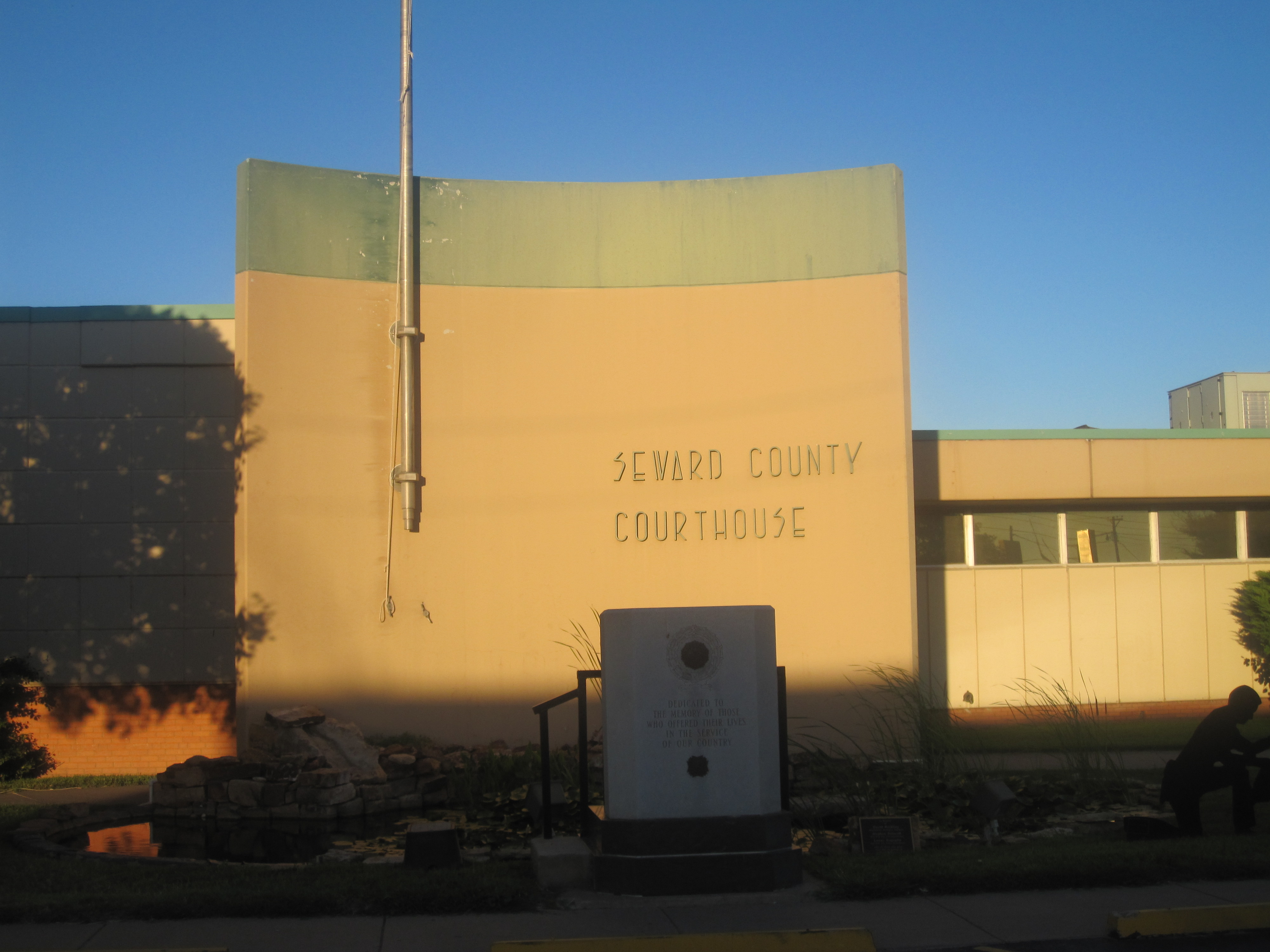